# Список богатейших людей Швейцарии (2007)
Список богатейших людей Швейцарии по версии журнала Bilanz. Включает 300 человек.

## Лидеры списка
| # | Имя                  |  | Город проживания        | Источник богатства               | Состояние в швейцарских франках |
| - | -------------------- |  | ----------------------- | -------------------------------- | ------------------------------- |
| 1 | Ингвар Кампрад       |  | Лозанна                 | IKEA-Gründer                     | 25—26 млрд                      |
| 2 | Семьи Оери и Хоффман |  | Базель                  | Besitzer F. Hoffmann-La Roche AG | 20—21 млрд                      |
| 3 | Виктор Вексельберг   |  | Цюрих                   | не указан                        | 14—15 млрд                      |
| 4 | Эрнесто Бертарелли   |  | Женева                  | Besitzer Serono S.A.             | 12—13 млрд                      |
| 5 | семья Бренникмейер   |  | кантон Цуг/кантон Цюрих | не указан                        | 9—10 млрд                       |
| 6 | Семья Лацис          |  | кантон Женева           | не указан                        | 8—9 млрд                        |
| 7 | семья Ландолт        |  | кантон Во               | инвестиции                       | 8—9 млрд                        |